# Ulak Dabuk
Ulak Dabuk is een bestuurslaag in het regentschap Empat Lawang van de provincie Zuid-Sumatra, Indonesië. Ulak Dabuk telt 1286 inwoners (volkstelling 2010).